# Club Atlético Antoniano
El Club Atlético Antoniano es un club de fútbol español con sede en Lebrija, provincia de Sevilla, en la comunidad autónoma de Andalucía . Fundado en 1945, juega en Segunda División RFEF de España - Grupo IV, la equivalente a la cuarta categoría del fútbol español. Sus partidos como local los disputa en el Estadio Municipal de Lebrija.

## Historia
Este club de la ciudad de Lebrija nace en el año 1964 de la mano de una peña de aficionados al fútbol llamada "Juventud Antoniana". Este ilustre equipo es un histórico del fútbol regional, que ha estado su mayor tiempo en la categoría de 1ª Regional pero desde que llegó a la categoría 1ª Andaluza siempre está codeándose por ésta. Cabe destacar que se llevó 5 temporadas en la categoría de 3ª división nacional, de las cuales la primera jugó una fase de ascenso a 2ºB, y esta liguilla la jugó contra grandes equipos como el Málaga B, el Cacereño y el Badajoz. 
Aparte de estas 5 temporadas consiguió meritoriamente subir en la temporada 2007-2008, meritoriamente porque los recursos económicos del club eran escasos para poder subir, pero gracias al apoyo de la afición y al esfuerzo de jugadores y directiva se pudo lograr, pero por desgracia los recursos económicos no eran muy boyantes por lo que el equipo bajo de categoría de nuevo y ahora lleva dos años en la 1ª andaluza.
En la temporada 2019-2020, el club vuelve al Grupo X de Tercera División después del ascenso desde la División de Honor Andaluza, además de jugar el trofeo nacional de Copa del Rey.
En la temporada 2023-2024, el club asciende por primera vez al grupo IV de Segunda Federación, siendo el primer equipo lebrijano de la historia en conseguirlo. Consiguió la permanencia, y en la temporada 2024-2025, tras una magnífica temporada, el club clasificó de nuevo al trofeo nacional de Copa del Rey y a los play offs de ascenso a Primera Federación como 4º clasificado, enfrentándose en semifinales al Real Avilés Industrial C. F..

## Categorías inferiores
El club se ramifica en 17 equipos en categorías inferiores más un equipo femenino. Destaca el filial bautizado como "Lebrija Fútbol Veloz Club" en honor al primer equipo de fútbol fundado en la ciudad. 

## Jugadores y cuerpo técnico

### Exjugadores
- Toni